# Sarah Fahr
Sarah Luisa Fahr (Kulmbach, 12 settembre 2001) è una pallavolista italiana, centrale dell'Imoco.

## Carriera

### Club
Figlia di genitori tedeschi, Sarah Fahr si trasferisce in tenera età in Italia per il lavoro del padre e inizia a praticare pallavolo e ginnastica artistica: all'età di dieci anni sceglie definitivamente di giocare a pallavolo entrando nelle giovanili del Piombino.
Nella stagione 2016-17 viene ingaggiata dall'AGIL, nella formazione giovanile che disputa il campionato di Serie B1. Nell'annata 2017-18 entra a far parte della squadra federale del Club Italia, con cui disputa anche la Serie A1 nella stagione successiva.
Per l'annata 2019-20 veste la maglia del San Casciano, mentre in quella seguente firma per l'Imoco, sempre nella massima divisione italiana, con cui conquista quattro Supercoppe italiane, venendo premiata come MVP nell'edizione 2024, cinque Coppe Italia, cinque scudetti, tre Champions League e il campionato mondiale per club 2024.

### Nazionale
Con la selezione italiana under 18 si aggiudica, nel 2017, la medaglia d'argento al campionato europeo e quella d'oro al XIV Festival olimpico estivo della gioventù europea e al campionato mondiale, dove viene premiata come miglior centrale. L'anno seguente, con la nazionale under 19, conquista la medaglia d'oro al campionato europeo.
Nel 2018 esordisce nella nazionale maggiore, vincendo la medaglia d'argento al campionato mondiale e, nel 2019, quella di bronzo al campionato europeo.
Nel 2021 partecipa ai Giochi della XXXII Olimpiade di Tokyo, uscendo ai quarti di finale, e al campionato europeo, dove ottiene la medaglia d'oro pur lasciando la competizione a seguito di un infortunio durante la fase a gironi. Nel 2024 conquista l'oro alla Volleyball Nations League, dove è premiata come miglior centrale, e ai Giochi della XXXIII Olimpiade di Parigi, mentre nel 2025 si aggiudica nuovamente la medaglia d'oro alla Volleyball Nations League.

## Palmarès

### Club
- Campionato italiano: 5

2020-21, 2021-22, 2022-23, 2023-24, 2024-25
- Coppa Italia: 5

2020-21, 2021-22, 2022-23, 2023-24, 2024-25
- Supercoppa italiana: 4

2020, 2022, 2023, 2024
- Campionato mondiale per club: 1

2024
- CEV Champions League: 3

2020-21, 2023-24, 2024-25

### Nazionale (competizioni minori)
- Campionato europeo under 18 2017
- Festival olimpico estivo della gioventù europea 2017
- Campionato mondiale under 18 2017
- Campionato europeo under 19 2018
- Montreux Volley Masters 2019

### Premi individuali
- 2017 - Campionato mondiale under 18: Miglior centrale
- 2018 - Campionato europeo under 19: Miglior centrale
- 2019 - Montreux Volley Masters: Miglior centrale
- 2024 - Volleyball Nations League: Miglior centrale
- 2024 - Supercoppa italiana: MVP
- 2024 - Campionato mondiale per club: Miglior centrale[25]